# Allister Sparks
Allister Haddon Sparks (* 10. März 1933 in Cathcart; † 19. September 2016 in Johannesburg) war ein südafrikanischer Journalist und Sachbuchautor. Er wurde vor allem als Chefredakteur der Zeitung Rand Daily Mail und als politischer Kommentator bekannt.

## Leben
Sparks wuchs als Sohn eines Landwirts nahe der Grenze zur Transkei auf. Seine Familie geht auf die „Siedler von 1820“ zurück. In seiner Jugend lernte er isiXhosa. Er schloss 1950 seine Schullaufbahn am Queen’s College in Queenstown ab und begann seine journalistische Laufbahn 1951 beim Queenstown Daily Representative. 1953 bis 1954 arbeitete er bei Regionalzeitungen in Großbritannien. 1955 wechselte er zum Bulawayo Chronicle im damals südrhodesischen Bulawayo. Zusammen mit Donald Woods arbeitete er von 1956 bis 1957 als Sub-editor beim East London Daily Dispatch in East London, anschließend in Großbritannien für die Nachrichtenagentur Reuters.
Ab den 1960er Jahren war Sparks bei der Johannesburger Tageszeitung Rand Daily Mail angestellt. Chefredakteur war damals Laurence Gandar; die Zeitung war gegen die Apartheid eingestellt. 1963 gelang es ihm, die kurz vor dem Rivonia-Prozess geflohenen Angeklagten Arthur Goldreich und Harold Wolpe in Betschuanaland zu interviewen. 1964 schrieb Sparks erstmals Kolumnen für das Blatt. 1972 wurde er dessen stellvertretender Chefredakteur. Von 1974 bis 1977 an war er Chefredakteur der Schwesterzeitung Sunday Express, bevor er zur Rand Daily Mail zurückkehrte, wo er von 1977 bis 1981 Chefredakteur war. In diese Zeit fielen die öffentlichkeitswirksame Aufdeckung der Umstände des Todes von Steve Biko sowie der „Muldergate-Affäre“ durch diese Zeitung. Sparks musste die Rand Daily Mail verlassen, als sie sich auf Druck der Eigentümer, Anglo American, der weißen Bevölkerungsgruppe zuwandte. Von 1981 bis 1992 arbeitete Sparks als Südafrika-Korrespondent für die Zeitungen Washington Post, The Observer, The Economist und NRC Handelsblad.
Von 1992 bis 1997 leitete Sparks das von ihm gegründete Institute for the Advancement of Journalism in Johannesburg. 1995 schrieb und sprach er für das südafrikanische Fernsehen die dreiteilige Dokumentarserie Death of Apartheid. 1997 wurde er Chefredakteur für Nachrichten und Aktuelles beim Fernsehen der South African Broadcasting Corporation. Er gründete den Nachrichtenkanal SABC Africa, dessen Programm bis 2008 in ganz Afrika empfangen werden konnte.
Allister Sparks verfasste ab 1990 zahlreiche Bücher zur aktuellen Entwicklung Südafrikas sowie eine Biografie des südafrikanischen Friedensnobelpreisträgers Desmond Tutu.
Sparks lebte zuletzt in Johannesburg. Wegen einer Infektion wurde er im Krankenhaus behandelt, wo er an einem Herzinfarkt starb. Er hinterließ vier Söhne.

## Auszeichnungen
- 1962/1963: Nieman Fellowship
- 1979: International Editor of the Year der World Press Review
- 1985: Louis Lyons Award für „Gewissen und Integrität im Journalismus“[9]
- 1985: Nominierung für den Pulitzer-Preis für Auslandsberichterstattung
- 1990: Sanlam Literary Award für The mind of South Africa: the rise and fall of apartheid
- 1992: David Blundy Award für Auslandsreportagen, Großbritannien
- 1996: Press Freedom Award des Media Institute of Southern Africa
- 2011: Allan Kirkland Soga Lifetime Achiever Award, Johannesburg

## Sachbücher
- 1990: The mind of South Africa: The rise and fall of apartheid. Knopf, New York, ISBN 0-394-58108-3.
- 1994: Tomorrow is another country: The inside story of South Africa’s road to change. Struik, Johannesburg, ISBN 1-875015-11-6.
  - deutsch als: Morgen ist ein anderes Land. Südafrikas geheime Revolution. Berlin Verlag 1995, ISBN 3-8270-0151-X.
- 2006: Beyond the miracle: Inside the new South Africa. Chicago University Press, Chicago, ISBN 978-0-226-76859-5.
- 2008: First drafts: South African history in the making. Jonathan Ball, Johannesburg, ISBN 978-1-86842-346-0.
- 2011: Tutu – The authorised portrait of Desmond Tutu. HarperOne, New York, ISBN 978-0-06-208799-7.
- 2016: The sword and the pen: Six decades on the political frontier. Jonathan Ball, Johannesburg, ISBN 978-1-86842-559-4.